# Monolepta lepida
Monolepta lepida es una especie de insecto coleóptero de la familia Chrysomelidae.
Fue descrita científicamente en 1858 por Reiche.